# Piancastagnaio
Piancastagnaio är en ort och kommun i provinsen Siena i regionen Toscana i Italien. Kommunen hade 4 129 invånare (2018).